# Siphonidium
Siphonidium is een geslacht van sponsdieren uit de klasse van de Demospongiae (gewone sponzen). 

## Soorten
- Siphonidium capitatum Sollas, 1888
- Siphonidium dendyi (Burton, 1928)
- Siphonidium dubium Lévi, 1959
- Siphonidium geminum (Schmidt, 1879)
- Siphonidium ramosum (Schmidt, 1870)